# Lista siturilor arheologice din județul Brașov - A
Lista siturilor arheologice din județul Brașov - A conține toate siturile arheologice din județul Brașov înscrise în Repertoriul Arheologic Național (RAN) și aflate în localități al căror nume începe cu litera A. RAN este administrat de Ministerul Culturii și Patrimoniului Național și cuprinde date științifice, cartografice, topografice, imagini și planuri, precum și orice alte informații privitoare la zonele cu potențial arheologic, studiate sau nu, încă existente sau dispărute.
Puteți căuta un sit din localitățile care încep cu litera A folosind formularul de mai jos sau puteți naviga prin toate siturile din județ la Lista siturilor arheologice din județul Brașov.
| Cod RAN                                  | Denumire | Localitate                    | Adresă                           | Datare                                      | Descoperit | Coordonate                                    | Imagine           | Erori            |
| ---------------------------------------- | --- | ----------------------------- | -------------------------------- | ------------------------------------------- | ---------- | --------------------------------------------- | ----------------- | ---------------- |
| 41569.01 (Cod LMI: BV-I-s-A-11260)       | Situl arheologic de la Augustin - "Tipia Ormenișului" / ansamblu anonim (Categorie: locuire)                            | sat Augustin, comuna Augustin | Tipia Ormenișului                |                                             |            | 46°01′09″N 25°28′14″E / 46.01917°N 25.47056°E | Încărcați imagine | Raportați eroare |
| 41569.01.01 (Cod LMI: BV-I-m-A-11260.01) | Situl arheologic de la Augustin - "Tipia Ormenișului" / ansamblu anonim (Categorie: locuire) (Tip: Așezare fortificată) | sat Augustin, comuna Augustin | Tipia Ormenișului                | geto-dacică sec. IV a. Chr.- sec. I p. Chr. |            | 46°01′09″N 25°28′14″E / 46.01917°N 25.47056°E | Încărcați imagine | Raportați eroare |
| 41569.01.02 (Cod LMI: BV-I-m-A-11260.03) | Situl arheologic de la Augustin - "Tipia Ormenișului" / ansamblu anonim (Categorie: locuire) (Tip: Așezare fortificată) | sat Augustin, comuna Augustin | Tipia Ormenișului                | sec. XI - V a. Chr.                         |            | 46°01′09″N 25°28′14″E / 46.01917°N 25.47056°E | Încărcați imagine | Raportați eroare |
| 41569.01.03 (Cod LMI: BV-I-m-A-11260.02) | Situl arheologic de la Augustin - "Tipia Ormenișului" / ansamblu anonim (Categorie: locuire) (Tip: Sanctuar)            | sat Augustin, comuna Augustin | Tipia Ormenișului                | geto-dacică                                 |            | 46°01′09″N 25°28′14″E / 46.01917°N 25.47056°E | Încărcați imagine | Raportați eroare |
| 41569.01.04 (Cod LMI: BV-I-s-A-11260)    | Situl arheologic de la Augustin - "Tipia Ormenișului" / ansamblu tezaur (Categorie: locuire) (Tip: tezaur)              | sat Augustin, comuna Augustin | Tipia Ormenișului                | geto-dacică                                 |            | 46°01′09″N 25°28′14″E / 46.01917°N 25.47056°E | Încărcați imagine | Raportați eroare |
| 41569.02.01                              | Așezarea neolitică de la Augustin / ansamblu anonim (Categorie: locuire civilă) (Tip: așezare)                          | sat Augustin, comuna Augustin |                                  | Cucuteni-Ariușd                             |            |                                               | Încărcați imagine | Raportați eroare |
| 40535.01.01                              | Așezarea 1 din epoca bronzului de la Apața / ansamblu anonim (Categorie: locuire civilă) (Tip: Așezare)                 | sat Apața, comuna Apața       |                                  | Wietenberg                                  |            |                                               | Încărcați imagine | Raportați eroare |
| 40535.02.01                              | Așezarea 2 de epoca bronzului de la Apața / ansamblu anonim (Categorie: locuire civilă) (Tip: Așezare)                  | sat Apața, comuna Apața       |                                  | Wietenberg                                  |            |                                               | Încărcați imagine | Raportați eroare |
| 40535.03.01                              | Așezarea 3 din epoca bronzului de la Apața / ansamblu anonim (Categorie: locuire civilă) (Tip: Așezare)                 | sat Apața, comuna Apața       |                                  |                                             |            |                                               | Încărcați imagine | Raportați eroare |
| 40535.04.01                              | Așezarea hallstattiană de la Apața / ansamblu anonim (Categorie: locuire civilă) (Tip: Așezare)                         | sat Apața, comuna Apața       |                                  |                                             |            |                                               | Încărcați imagine | Raportați eroare |
| 40535.05.01                              | Așezarea de tip Latene de la Apața / ansamblu anonim (Categorie: locuire civilă) (Tip: Așezare)                         | sat Apața, comuna Apața       |                                  | dacică                                      |            |                                               | Încărcați imagine | Raportați eroare |
| 40535.06.01                              | Așezarea din epoca migrațiilor de la Apața / ansamblu anonim (Categorie: locuire civilă) (Tip: Așezare)                 | sat Apața, comuna Apața       |                                  |                                             |            |                                               | Încărcați imagine | Raportați eroare |
| 40535.08.01 (Cod LMI: BV-II-m-B-11602)   | Turn de cetate de la Apața- La Cetate / ansamblu Turn de cetate (Categorie: fortificație) (Tip: Turn)                   | sat Apața, comuna Apața       | str. Principală, punct La Cetate | sec. XIV                                    |            |                                               | Încărcați imagine | Raportați eroare |